# Heinkel He 59
El Heinkel He 59 fue un hidroavión biplano bimotor alemán diseñado en 1930 como resultado de un requerimiento para un bombardero de reconocimiento, capaz de operar con igual facilidad mediante un tren de aterrizaje de ruedas o dos flotadores.

## Diseño y desarrollo

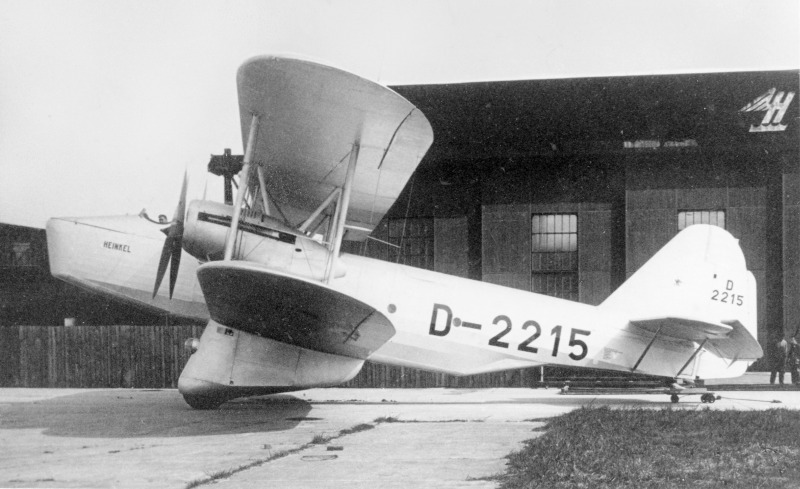
Heinkel He 59b

En 1930, la compañía Heinkel inició el desarrollo de un avión para la Reichsmarine. Para poder sortear las limitaciones que aún afectaban a la fuerza aérea alemana por el Tratado de Versalles, el nuevo avión se presentó como un modelo civil. El prototipo terrestre He 59b fue el primero en volar en septiembre de 1931, pero fue el prototipo de hidroavión He 59a, cuyo primer vuelo fue en enero de 1932, el que allanó el camino para el modelo de producción inicial He 59B, del que se entregaron 140 ejemplares en tres variantes. El Heinkel He 59 era un avión agradable para volar; las deficiencias observadas fueron un motor de poca potencia, limitada autonomía y capacidad de carga e insuficiente armamento defensivo.
El avión estaba construido con materiales mixtos. Las alas estaban construidas en base de una estructura de madera de dos largueros, donde el frente estaba recubierto con madera contrachapada, y el resto del ala estaba recubierta con tela. El fuselaje, en forma de caja, tenía una estructura de acero recubierta de tela. La sección de cola estaba recubierta con láminas de metal ligero.
Las quillas de los flotadores de un rediente se utilizaron como depósitos de combustible, cada uno con una capacidad de 900 l. Junto con el depósito de combustible interno, la aeronave podría contener un total de 2700 l. También se podían añadir dos depósitos de combustible en el compartimiento de bombas, lo que elevaba la capacidad total de combustible a 3200 l. La hélice cuatripala era de paso fijo.
Todos los aviones de serie, construidos en su mayoría bajo subcontrato por la firma Arado Flugzeugwerke, tuvieron configuración de hidroavión. Estaban propulsados por dos motores BMW VI 6 de 621-651 hp.

## Historia operacional

### Guerra civil española
En noviembre de 1936 llegaron a España los primeros He 59B-2 (apodados "Zapatones" por sus grandes flotadores), que fueron asignados al See-Aufklärungsstaffel AS/88, el grupo de reconocimiento marítimo de la Legión Cóndor.
Los He 59 resultaron muy efectivos y llevaron a cabo una intensa actividad, especialmente a partir de que el AS/88 se asentara en la [[Aeródromo Militar de Pollensa|base de hidroaviones de Pollensa]], Mallorca (julio de 1937), desde la que operaron contra las costas orientales españolas, bombardeando instalaciones portuarias, atacando el tráfico de cabotaje e incluso el tráfico ferroviario.
Los He 59 resultaron particularmente efectivos en tareas antibuque, recogiendo los documentos oficiales de la Legión Cóndor un total de 52 buques hundidos por estos aparatos (sin especificar tonelaje). Es de destacar el ataque realizado en la noche del 24 al 25 de mayo, en la que He 59 alcanzaron con sus bombas al anteriormente dañado acorazado Jaime I en la rada de Almería, dejándolo fuera de servicio. En la mayoría de esas acciones, los He 59 emplearon bombas e incluso el cañón de 20 mm con el que algunos habían sido equipados, sin embargo, estos hidroaviones estaban también preparados para el lanzamiento de torpedos. Al finalizar el conflicto, siete ejemplares volvieron a Alemania y tres quedaron en poder del Ejército del Aire español, siendo integrados en el 52 Grupo Mixto de Hidros de Pollensa, donde sirvieron hasta 1946.

### Segunda Guerra Mundial
Al comienzo de la Segunda Guerra Mundial, el He 59 todavía equipaba al tercer Staffel, con cuatro grupos de reconocimiento costero (3./Kü.Fl.Gr.106, 3./Kü.Fl.Gr.406, 3./Kü.Fl .Gr.506 y 3./Kü.Fl.Gr.706). Fueron utilizados para el reconocimiento y para sembrar campos de minas en el estuario del Támesis. En abril de 1940, algunos He 59 se incorporaron al KG zBV108, donde realizaron tareas de transporte durante la Campaña de Noruega. Durante la Invasión de Holanda en 1940, doce He 59 del Staffel Schwilben, cargados de tropas, despegaron del lago Zwischenahner Meer, antes de aterrizar en el río Mosa, cerca de Róterdam, donde desembarcaron 120 soldados, que capturaron un puente clave sobre el río.
Varios He 59 fueron pintados de blanco y grandes cruces rojas y se usaron como aviones de rescate aire-mar, especialmente durante la Batalla de Inglaterra. Como unidades activas de la Luftwaffe, estos aviones seguían siendo objetivos válidos, y los británicos también creían que los aviones pintados de blanco estaban poniendo minas o transportando a agentes alemanes, y estaban convencidos de que estaban transmitiendo información a los bombarderos alemanes para guiarlos hacia sus objetivos. Después de que los británicos derribaran varios de estos aviones, fueron repintados en sus esquemas de color militares y continuaron rescatando a tripulaciones de la Luftwaffe, antes de ser reemplazados por los Dornier Do 18 y Do 24. En 1943, todos los He 59 que sobrevivieron fueron trasladados a unidades de entrenamiento, siendo dados de baja definitivamente en 1944.

## Variantes
He 59a
Primer prototipo (tren de flotadores).
He 59b
Segundo prototipo (tren de ruedas).
He 59A
Versión de pruebas y evaluación desarmado, similar al He 59a (14 construidos).
He 59B
Versión de preserie.
He 59B-1
Primera versión de producción, con modificaciones menores y una ametralladora MG 15 en el morro (16 ejemplares construidos).
He 59B-2
Versión mejorada con proa metálica y paneles trasparentes para el bombardero y otra MG 15 en posición ventral. Los He 59B-2 utilizados en España por la Legión Cóndor en misiones antibuque llevaron un cañón de 20 mm en el morro.
He 59B-3
Versión de reconocimiento desprovista del armamento de proa e incorporaba depósitos auxiliares de combustible.
He 59C-1
Modelo de reconocimiento de largo alcance.
He 59C-2
Versión con botes salvavidas inflables para misiones de rescate en alta mar.
He 59D-1
Modelo utilizado como entrenador de tripulaciones de hidroaviones polimotores.
He 59E-1
Versión entrenamiento de torpedeo y bombardeo similar al He 59D-1.
He 59E-2
Versión entrenador de reconocimiento fotográfico.
He 59N
Versión para entrenamiento de navegantes.

## Operadores
Alemania
- Luftwaffe

 Estado español
- Ejército del Aire

 Finlandia
- Ilmavoimat (Fuerza Aérea Finlandesa): alquiló cuatro He 59B-2 de Alemania en 1943; se utilizaron para transportar patrullas de reconocimiento de largo alcance detrás de las líneas enemigas y rescate marítimo. Los tres sobrevivientes fueron devueltos cuatro meses después.

## Especificaciones (He 59B-2)

### Características generales
- Tripulación: Tres
- Longitud: 17,4 m (57,1 ft)
- Envergadura: 23,7 m (77,8 ft)
- Altura: 7,1 m (23,3 ft)
- Superficie alar: 153,2 m² (1649,1 ft²)
- Peso vacío: 5630 kg (12 408,5 lb)
- Peso cargado: 9400 kg (20 717,6 lb)
- Planta motriz: 2× motor lineal V12 refrigerado por agua BMW VI 6.0 zu.
  - Potencia: 492 kW (678 HP; 669 CV) cada uno.
- Hélices: 1× Cuatripala de madera por motor.

### Rendimiento
- Velocidad nunca excedida (Vne): 230 km/h (143 MPH; 124 kt)
- Velocidad crucero (Vc): 185 km/h (115 MPH; 100 kt)
- Alcance: 949 km
1530 km con depósitos de combustible adicionales
- Techo de vuelo: 3500 m (11 483 ft)
- Régimen de ascenso: 3,3 m/s (656 ft/min)

### Armamento
- Ametralladoras: 

  - 2x MG 15 de 7,92 mm

- Cañones: 

  - 1x MG FF 20 mm
- Bombas: 4 de 250 kg
- Otros: 

  - 1× torpedo de 800 kg o
  - 4× minas de 500 kg

## Aeronaves relacionadas

### Secuencias de designación
- Secuencia HD _ (interna de Heinkel para biplanos, antes de 1933): ← HD 50 - HD 55 - HD 56 - HD 59 - HD 60 - HD 61 - HD 62 →
- Secuencia He _ (designaciones del RLM para Heinkel): ← He 52 - He 57 - He 58 - He 59 - He 60 - He 61 - He 62 →
- Secuencia Numérica (designaciones del RLM 1933-1945): ← Fw 56 - 8-57/Fw 57 - Fw 58/He 58 - He 59 - He 60/Ju 60 - Fa 61/Fw 61/He 61 - Fw 62/He 62 →
- Secuencia Numérica (Aeronaves del Ejército del Aire español, 1939-1945): ← 65 - 66 - 70 - 71 - 73